# 大畔
大畔（おおぐろ）は、千葉県流山市にある地名。郵便番号は270-0122。

## 地理
流山市の中部に位置し、地域の一部は流山市の新拠点として都市再生機構により｢流山都市計画事業新市街地地区一体型特定土地区画整理事業｣が行われている。地域内に県立流山おおたかの森高等学校がある。
東西初石、西は桐ケ谷・上貝塚、南は三輪野山、北は若葉台と接している。

## 歴史

### 地名の由来
当地に普通より幅の広い畔を作ったことにより大畔とした。

### 沿革
- 1869年（明治2年）　葛飾県葛飾郡大畔新田となる。
- 1871年（明治4年）　廃藩置県により印旛県葛飾郡大畔新田となる。
- 1873年（明治6年）　県の統合及び、郡の分割により千葉県東葛飾郡大畔新田となる。
- 1889年（明治22年）　東葛飾郡思井村、芝崎村、前平井村、後平井村、古間木村、長崎村、中村、名都借村、野々下村、前ヶ崎村、向小金新田、駒木村、市野谷村、十太夫新田、駒木新田、青田新田、初石新田と合併し、東葛飾郡八木村大字大畔新田となる。
- 1951年（昭和26年）4月1日　流山町、新川村と合併し、東葛飾郡江戸川町大字大畔新田となる。
- 1952年（昭和27年）1月1日　江戸川町が流山町に改称。東葛飾郡流山町大字大畔新田となる。
- 1967年（昭和42年）1月1日　市制施行により、流山市大字大畔新田となる。
- 大畔新田より大畔へ地名を変更する。

## 世帯数と人口
2017年（平成29年）11月1日現在の世帯数と人口は以下の通りである。
| 大字 | 世帯数 | 人口  |
| ---- | ------ | ----- |
| 大畔 | 83世帯 | 162人 |

## 小・中学校の学区
市立小・中学校に通う場合、学区は以下の通りとなる。
| 番地 | 小学校                     | 中学校                     |
| --- | -------------------------- | -------------------------- |
| 366番地の2・5・6、414番地の2・4 415番地の1、423番地の4 426番地の2、 427番地～429番地 430番地の2・3、431番地の1 436番地の2・5～21 440番地の1〜4、454番地の1～3 482番地の1～4、520番地 521番地の2、522番地 524番地、525番地 528番地の2・4、528番地の6 530番地の4、531番地の1～8 535番地の1・4 | 流山市立おおたかの森小学校 | 流山市立おおたかの森中学校 |
| その他 | 流山市立西初石小学校       | 流山市立西初石中学校       |

## 施設
- 千葉県立流山おおたかの森高等学校